# Prendimi/Mettiti con me
Prendimi/Mettiti con me è un singolo di Rita Pavone, pubblicato dalla RCA Italiana nel 1979.
Il singolo è stato pubblicato anche in versione promo white label.

## Prendimi
Prendimi era la sigla finale della seconda edizione del varietà della domenica sera della Rete 2 Che combinazione, scritta da Leo Chiosso, Marcello De Martino, Roberto Righini, Sergio D'Ottavi, Pino Pellegrino, Bruno Grumeri e la stessa Pavone in veste di autrice.

## Mettiti con me
Mettiti con me era la sigla iniziale del programma, curiosamente inserita come lato B del singolo, scritta dagli stessi autori.